# Top Cómics
Top Cómics fue una revista de historieta publicada en España por Ediciones B en 1994, en plena crisis del mercado autóctono. Sólo se publicaron 10 números con diferentes precios que oscilaban entre 475 a 650 pesetas debido a que algunos ejemplares contaban con mayor cantidad de páginas al tratarse de especiales. 

## Contenido
Por sus páginas pasaron portadistas como Ciruelo, dibujantes como Juan Giménez, Moebius, Geof Darrow, Bernet, Ruben Pellejero, Ambrós, Carlos Nine y obras como Densaga de Richard Corben o Inspector Dan de Eugenio Giner.
| Números | Título                              | Guion                 | Dibujo              | Tipo  |
| ------- | ----------------------------------- | --------------------- | ------------------- | ----- |
| 1-4     | Los ojos del Apocalipsis            | Roberto dal Pra       | Juan Giménez        | serie |
| 1-4     | Demolition Man                      | Gary Cohn             | varios              | serie |
| 5-10    | Gipsy                               | Thierry Smolderen     | Enrico Marini       | serie |
| 5-10    | Dieter Lumpen El precio del Caronte | Jorge Zentner         | Ruben Pellejero     | serie |
| 6-10    | El artefacto perverso               | Felipe Hernández Cava | Federico del Barrio | serie |
| 7-10    | Densaga (epílogos)                  | Richard Corben        | Richard Corben      | serie |